# 費若 (阿克里州)
08°09′50″S 70°21′14″W / 8.16389°S 70.35389°W
費若（葡萄牙語：Feijó）是巴西的城鎮，位於該國西北部，由阿克里州負責管轄，始建於1903年5月3日，面積27,975平方公里，海拔高度153米，2010年人口32,311，人口密度每平方公里1.16人。